# گل عباس
گل عباس، روستایی از توابع دهستان عسگریه شهرستان پیشوا در استان تهران ایران است.

## جمعیت
این روستا براساس سرشماری مرکز آمار ایران ، جمعیت آن 1391 نفر (۳۱۳خانوار) بوده‌است.

## موقعیت روستا
روستای گل عباس در فاصله پنج کیلومتری شمال غرب ورامبن واقع شده است.این روستا جزء بهنام پازوکی می باشد. 

## محصولات روستا
عمده فعالیت های روستا به فعالیت های کشاورزی و دامپروری محدود می شود. آب کشاورزی در قدمی از طریق قنات و نهر شهرستان تامین می شده و در حال حاضر از طریق 2 چاه زیرزمینی به نام های موتورآب گلعباس و موتور آب مهندس فامیلی تامین می شود.
آب شرب روستا نیز از طریق چاه زیرزمینی تامین می گردد.
در سالهای دور، این روستا دارای یک چشمه آب گوارا به نام چشمه خانعلی بوده است. این چشمه طی سالها یکی از منابع آبی با ارزش روستا بوده که همزمان با حفر چاه های عمیق برای استحصال آب بیشتر و کاهش سطح آب زیرزمینی، این چشمه خشک شده است. 

## مردم روستا
مردم بومی روستا متشکل از طوایف هداوند شامل شیرکوند، خانی و سیری و طایفه شیرازی می باشند. یکی دیگر از طوایف روستا طایفه کردبچه می باشد. طی 10 سال اخیر با رشد حاشیه نشینی، جمعیت روستا و مهاجران آن افزایش یافته است.